# Dictionary of Art Historians
Le Dictionary of Art Historians (DAH), (en français Dictionnaire d'historiens de l'art), est une encyclopédie en ligne de sujets liés aux historiens de l'art, critiques d'art et de leurs dictionnaires. La mission du projet est de fournir une information gratuite, fiable et en anglais sur les historiens de l'art publiés.
Le DAH a été lancé en 1986 sous la forme d'un projet de notecard indexant les historiens de l'art par les éditeurs Lee R. Sorensen et Monique Daniels. En 2002, le projet a été migré sur Internet et en 2010, le projet a été adopté par le département d'art de l'université  Duke. Le projet bénéficie d'une collaboration avec le Journal of Art Historiography, qui a débuté en 2010.
D'abord une base de données d'historiens de l'art mentionnés dans les plus importantes historiographies d'art, le site s'est développé grâce aux commentaires et contributions de divers auteurs spécialisés dans les domaines nationaux de l'histoire de l'art.

## Sources de l'ouvrage
Pour la réalisation de ce dictionnaire, les auteurs ont fait appel à différents ouvrages: le Research Guide to the History of Western Art (1982) et le Modern Perspectives in Western Art History (1971) d'Eugene Kleinbauer, le Kunstgeschichte als Institution (1971) de Heinrich Dilly de même que le Geschichte der Kunstgeschichte de Kultermann (1966).